# Batalla de Salamina de Chipre (306 a. C.)
La batalla de Salamina de Chipre fue un combate naval que tuvo lugar en 306 a. C. en Salamina, entre Ptolomeo I y Demetrio, dos de los generales sucesores de Alejandro Magno. La batalla fue una completa victoria de Demetrio, y le permitió la captura de Chipre.

## Preparativos
Demetrio desembarcó en el noroeste de Chipre, y comenzó a viajar por tierra hacia Salamina, la principal ciudad del oeste de la isla. Cuando la alcanzó, comenzó su asedio. Por otra parte, Ptolomeo mandó una misión de socorro a la ciudad de Pafos, en la costa occidental. De allí, fue a Citio, y luego a Salamina, donde se encontró con Demetrio, y la batalla se trasladó al mar.
Demetrio tenía una flota variada, consistente en 7 septirremes, 10 hexarremes, 20 quinquerremes, y  110 trirremes y cuatrirremes. La de Ptolomeo era más uniforme, 140 cuatrirremes y quinquerremes, más otras 60 de su hermano Menelao, que estaban atrapadas en el puerto de Salamina, y unos 200 barcos de transporte, con 10.000 infantes.

## Estrategia
Ptolomeo decidió dar un golpe en Salamina, esperando sorprender a Demetrio, y poder añadir la flota de su hermano a la suya, con lo que superaría numéricamente a la de su enemigo. Para ello, se dirigió por la noche a Citio, por el mar, pero Demetrio se apercibió del movimiento, y como el trayecto por tierra era más corto, llegó antes que Ptolomeo a Citio. A la vez, colocó a su flota en posición para impedir la salida de los barcos de Menelao.

## Batalla
Ptolomeo apareció a la vista poco después del amanecer del día de la batalla. Después de ver a Demetrio en formación de batalla, ajustó su formación para oponerse a la estrategia de su rival, colocando sus barcos más poderosos en el ala izquierda de su mando. Ambos esperaban obtener la victoria antes de que sus propias alas derechas sufrieran demasiado. Ptolomeo esperaba además, recibir la ayuda de Menelao.
La batalla tuvo lugar algo al sur de Salamina. Demetrio se la jugó, dejando solo una fuerza de diez quinquerremes para bloquear el puerto, y aunque Menelao fue capaz de liberarse, fue demasiado tarde para el transcurso de la batalla, ya que Ptolomeo había perdido su ala derecha. Aunque ambas alas izquierdas ganaron, las fuerzas de Demetrio consiguieron ayudar al lado derecho, antes que las de Ptolomeo.

## Consecuencias
Ptolomeo fue forzado a retirarse, con pérdida de la mayoría de sus barcos de guerra. Demetrio capturó 40 de ellos intactos, y 80 dañados. Menelao se rindió, y fue enviado con su hermano. Demetrio conquistó el resto de Chipre. Cuando Antígono recibió la noticia, asumió el título de rey.